# 하레하레 유카이
《하레하레 유카이》(ハレ晴レユカイ 맑음맑음 유쾌)는 2006년 5월 10일 란티스가 발매한 싱글 CD 및 그에 수록된 타이틀 곡이다.

## 수록곡
보컬은 히라노 아야, 치하라 미노리, 고토 유코가 맡았다.
1. 《ハレ晴レユカイ》 (맑음맑음 유쾌) (3:37)
2. 《うぇるかむUNKNOWN》 (웰컴 UNKNOWN) (3:23)
3. 《ハレ晴レユカイ》(off vocal) (3:37)
4. 《うぇるかむUNKNOWN》(off vocal) (3:23)

## 타이업
1. 《ハレ晴レユカイ》
애니메이션 《스즈미야 하루히의 우울》 엔딩 테마
2. 《うぇるかむUNKNOWN》
라디오 《스즈미야 하루히의 우울 SOS단 라디오 지부》 엔딩 테마

## 수상
- 일본 레코드협회 2006년 7월도 골드 인정작품 (누계 10만장 이상 출하)
- 2006년 상반기 일본 애니칸 대상 주제가·싱글 부문 1위
- 제11회 애니메이션 고베 라디오 관서상 (주제가상) (수상식에는 치하라 미노리와 고토 유코가 출석했으며, 히라노 아야는 당시 병으로 결석)

## 아날로그 음반
아날로그 음반(EP)이 제작되어 2007년 3월 18일에 개최된 《스즈미야 하루히의 격주》 공연회장 및 애니메이션 매장에서 판매되었다(LZM-2001). 수록곡은 CD와 같다. A면에 《하레하레 유카이》, B면에 《웰컴 UNKNOWN》이 수록되었다. 오프보컬은 수록되지 않았다.

## 솔로 버전
2006년 7월 발매된 스즈미야 하루히의 우울 캐릭터송 3종류(스즈미야 하루히·나가토 유키·아사히나 미쿠루)에, 각 캐릭터가 단독으로 부른 솔로버전이 수록되어 있다. 또한, 2006년 12월에 발매된 〈Vol.4 츠루야〉〈Vol.5 아사쿠라 료코〉에도 솔로버전이 수록되어 있는데, 각 캐릭터의 시점과 개성에 맞추어 가사를 바꾸었다. 그리고 2007년 1월 24일에 발매된 〈Vol.6 쿈의 여동생〉〈Vol.7 키미도리 에미리〉에도 솔로버전이 수록되었는데, 이때부터는 가사 뿐 아니라 곡 자체가 편곡되었다. 마지막으로 2007년 2월 21일에 발매된 〈Vol.8 코이즈미 이츠키〉〈Vol.9 쿈〉에 수록되어있는 솔로버전에는 편곡에 템포도 대폭 변경되어있었고, 〈Vol.9 쿈〉에서는 음계가 달라지고 쿈의 한숨소리 및 혼잣말이 들어가는 등 원곡과는 거리가 멀어졌다.

## 안무
- 곡 시작부터 끝까지, 특히 후렴구 부분에 경쾌한 안무가 제작되어 애니메이션 엔딩에서 하루히를 비롯한 SOS단 5명이 곡에 맞춰 춤을 추는 장면을 볼 수 있다. 이것이 시청자의 반향을 불러 직접 춤을 따라 추는 팬이 다수 나타났다. 이 현상은 일본 바깥 팬에게도 나타나 세계적인 동영상 공유사이트 유튜브에도 노래에 맞춰 춤을 추는 팬의 모습을 담은 동영상이 다수 업로드되었다.
- 2006년 애니멜로 서머 라이브에서, 히라노를 비롯한 보컬 3명이 《하레하레 유카이》로 출연하여 전편에 걸친 안무를 공개했다. 2007년 3월 18일에 개최된 《스즈미야 하루히의 격주》에서는 히라노 아야·치하라 미노리·고토 유코 3명에 의한 풀 버전과, 이 세명과 스기타 토모카즈·오노 다이스케가 같이 추는 SOS단 성우 전원의 엔딩용 안무가 공연되었다.
- 2006년 9월 16일부터는 교토 애니메이션〈스즈미야 하루히의 우울·교토 애니메이션 사이트 보관됨 2008-03-06 - 웨이백 머신〉에, 실제로 방송되지 않은 부분을 포함한 완전 풀버전의 콘티가 공개되었다.
- 2007년 1월에 발매된 스즈미야 하루히의 우울 DVD 제 7편에 댄스의 TV사이즈 완전판이 수록되어있다. (공개된 그림 콘티에 준거하였지만, 다른 부분이 있다. 가사중 "시간의 끝까지(時間の果てまで)" 부분의 댄스가 TV 엔딩과는 반대로 출력되었다.)
- 안무는 엔딩콘티를 담당한 야마모토 유타카가 창작하였다. 아이돌 그룹의 팬인 그는, 유명그룹 Berryz코보 등의 실제 안무를 대거 차용하였다.

## 그 외
- 남코 발매의 음악게임 《태고의 달인》 시리즈 《태고의 달인 9》《태고의 달인 10》 및 플레이스테이션 2 및 닌텐도 DS 이식판에도 이 곡이 수록되어있다.
- 《스즈미야 하루히의 우울》과 같이 히라노 아야가 주연(이즈미 코나타)을 맡은 교토 애니메이션 제작 애니메이션 《러키☆스타》에서도 이 곡이 자주 사용되었으며, 14화 및 22화의 엔딩에서는 시라이시 미노루가 이 곡을 직접 부른다. 또한 16화에서는 극중 코나타 일행이 간 코스프레 찻집 무대에서 이 곡의 댄스장면이 나온다.